# Go Flamingo!
I Go Flamingo! sono un gruppo musicale italiano formato a Ferrara nel 1982.

## Storia dei Go Flamingo!
Dopo aver partecipato con tre brani alla raccolta A White Chance (assieme a Intelligent Dept. e Plastic Trash), pubblicata nel 1985, vinsero il concorso Indipendenti 1984 promosso dal mensile Fare Musica, che permise loro di pubblicare l'album omonimo nel 1986.
La loro attività è proseguita nei decenni successivi senza però pubblicare nuovo materiale. Dopo un periodo di inattività hanno ripreso nel 2011 a suonare dal vivo. Due anni dopo partecipano con un brano alla compilation Riding the Crest of the Frozen Wave (Calembour Records).
Nel febbraio del 2015 è uscito Flashover (Black Fading Records), un nuovo album con nove inediti registrati in studio nell'estate 2014.

## Formazione
- Bruno Vaccari (voce, basso)
- Max Caselli (chitarra)
- Franco Vannucchi (batteria) fino al 1986
- Leo Danieli (batteria) dal 1986
- Tom Lampronti (synth) dal 2017

## Discografia

### Album
- 1985 - A White Chance - Split album condiviso con Intelligence Dept. e Plastic Trash
- 1986 - Go Flamingo!
- 2015 - Flashover

### Greatest hits
- 2004 - In The Dark Anthology 1983/86
- 2015 - Sonic Beat (1983-1988)

### Partecipazioni a compilation
- 1994 - Non Solo Nebbia
- 1994 - Punto Zero Numero 18/19/20
- 2013 - Noi Conquisteremo La Luna
- 2013 - Riding the crest of the frozen wave
- 2016 - Italian Gothic
- 2016 - Distanze 2015 - 100% New Wave Italiana